# Devon (Geologie)
| Ära | Paläozoikum                        |             |            |               |
| System davor | Silur                              |             |            |               |
| Beginn | 419,2 mya                          |             |            |               |
| Ende | 358,9 mya                          |             |            |               |
| System danach | Karbon                             |             |            |               |
| Mittlerer atmosphärischer O2-Anteil | 15 Vol.-% (71 % von heute)         |             |            |               |
| Mittlerer atmosphärischer CO2-Anteil | 2200 ppm (Das 5,5-fache von heute) |             |            |               |
| Mittlere Bodentemperatur | 20 °C (6 °C über heute)            |             |            |               |
| \| ❮ \| System \| Serie \| Stufe \| ≈ Alter (mya) \| \| - \| --------- \| ----------- \| ---------- \| ------------- \| \| ❮ \| später \| später \| später \| jünger \| \| ❮ \| D e v o n \| Oberdevon \| Famennium \| 358,9 ⬍ 372,2 \| \| ❮ \| D e v o n \| Oberdevon \| Frasnium \| 372,2 ⬍ 382,7 \| \| ❮ \| D e v o n \| Mitteldevon \| Givetium \| 382,7 ⬍ 387,7 \| \| ❮ \| D e v o n \| Mitteldevon \| Eifelium \| 387,7 ⬍ 393,3 \| \| ❮ \| D e v o n \| Unterdevon \| Emsium \| 393,3 ⬍ 407,6 \| \| ❮ \| D e v o n \| Unterdevon \| Pragium \| 407,6 ⬍ 410,8 \| \| ❮ \| D e v o n \| Unterdevon \| Lochkovium \| 410,8 ⬍ 419,2 \| \| ❮ \| früher \| früher \| früher \| älter \| |                                    |             |            |               |
| ❮ | System                             | Serie       | Stufe      | ≈ Alter (mya) |
| ❮ | später                             | später      | später     | jünger        |
| ❮ | D e v o n                          | Oberdevon   | Famennium  | 358,9 ⬍ 372,2 |
| ❮ | D e v o n                          | Oberdevon   | Frasnium   | 372,2 ⬍ 382,7 |
| ❮ | D e v o n                          | Mitteldevon | Givetium   | 382,7 ⬍ 387,7 |
| ❮ | D e v o n                          | Mitteldevon | Eifelium   | 387,7 ⬍ 393,3 |
| ❮ | D e v o n                          | Unterdevon  | Emsium     | 393,3 ⬍ 407,6 |
| ❮ | D e v o n                          | Unterdevon  | Pragium    | 407,6 ⬍ 410,8 |
| ❮ | D e v o n                          | Unterdevon  | Lochkovium | 410,8 ⬍ 419,2 |
| ❮ | früher                             | früher      | früher     | älter         |

Das Devon (Aussprache: [deˈvoːn]) ist in der Erdgeschichte das vierte chronostratigraphische System bzw. die vierte geochronologische Periode innerhalb des Paläozoikums. Es begann vor etwa 419,2 Millionen Jahren und endete vor etwa 358,9 Millionen Jahren (siehe Geologische Zeitskala). Das Devon folgt auf das Silur und ging dem Karbon voraus.

## Geschichte und Namensgebung
Der Name leitet sich von der britischen Grafschaft Devon ab. Es wurde im Jahre 1839 von den englischen Geologen und Paläontologen Roderick Murchison und Adam Sedgwick in die wissenschaftliche Literatur eingeführt. Sie schieden 1839 den Kern des Devons im heutigen Sinne als Gesteinsbildungen zwischen dem silurischen und dem gleichfalls neu eingeführten, Kohle führenden karbonischen System aus.
Wesentlich war die von dem Paläontologen William Lonsdale übernommene Interpretation der Sandsteine des in England weit verbreiteten „Old-Red-Sandsteins“ und der Kalke im Norden der Grafschaft Devon als zeitgleiche Ablagerungen.

## Definition und GSSP
Die Untergrenze des Systems Devon (und der Stufe des Lochkoviums) bzw. die Silur-Devon-Grenze in der geologischen Überlieferung ist durch das Ersteinsetzen der Graptolithen-Art Monograptus uniformis definiert. Der entsprechende GSSP wurde 1972 auf dem Internationalen Geologischen Kongress (IGC) in Montreal festgelegt. Dieser befindet sich in einem Aufschluss am Hügel Klonk nahe der Gemeinde Suchomasty im Okres Beroun südwestlich von Prag (Tschechien). In diesem Profil erscheint in der Bank 20 erstmals die entsprechende Graptolithen-Art.
Die Obergrenze bzw. die Devon-Karbon-Grenze ist durch das Einsetzen der Conodonten-Art Siphonodella (Eosiphonodella) sulcata definiert.

## Untergliederung des Devon

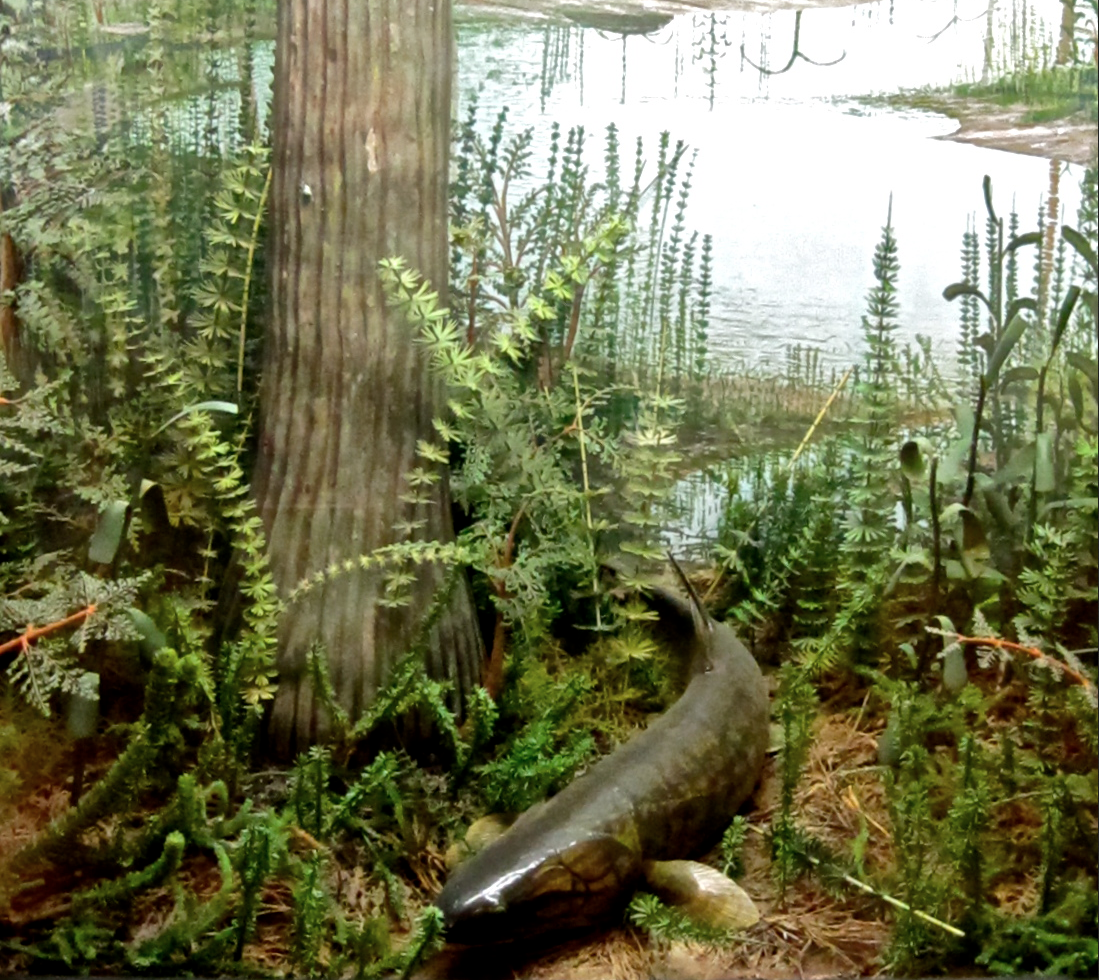
Lebensbild von Eusthenopteron aus dem Oberdevon. Dieser Fleischflosser war mithilfe seiner paarigen Muskelflossen und einer einfach gebauten Lunge imstande, sich in Ausnahmesituationen für kurze Zeit kriechend an Land fortzubewegen.

Das rund 57 Millionen Jahre umfassende System des Devons wird in drei Serien unterteilt:
- System: Devon (419.2–358.9 mya)
  - Serie: Oberdevon (Oberes Devon) (382.7–358.9 mya)
    - Stufe: Famennium (372.2–358.9 mya)
    - Stufe: Frasnium (382.7–372.2 mya)

  - Serie: Mitteldevon (Mittleres Devon) (393.3–382.7 mya)
    - Stufe: Givetium (387.7–382.7 mya)
    - Stufe: Eifelium (393.3–387.7 mya)

  - Serie: Unterdevon (Unteres Devon) (419.2–393.3 mya)
    - Stufe: Emsium (407.6–393.3 mya)
    - Stufe: Pragium (410.8–407.6 mya)
    - Stufe: Lochkovium (419.2–410.8 mya)

Für alle Stufen und Serien des Devons sind bereits GSSPs festgelegt und verabschiedet worden.

## Paläogeographie

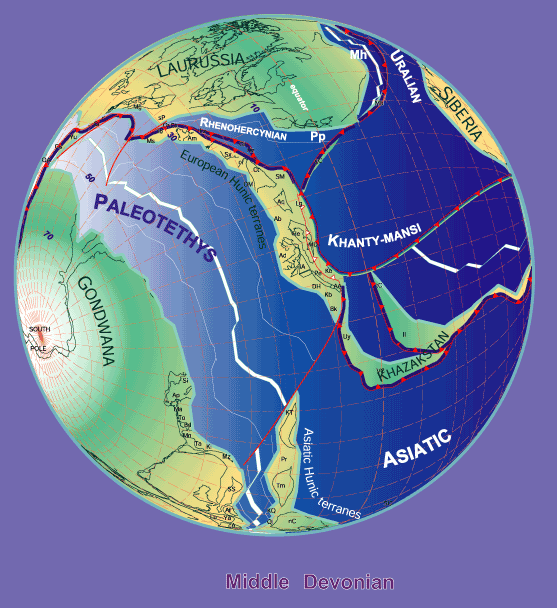
Die Palaeotethys. Plattentektonische Rekonstruktion zur Zeit des Mitteldevons. Zwischen dem Hun-Superterran und Gondwana öffnet sich die Palaeotethys.

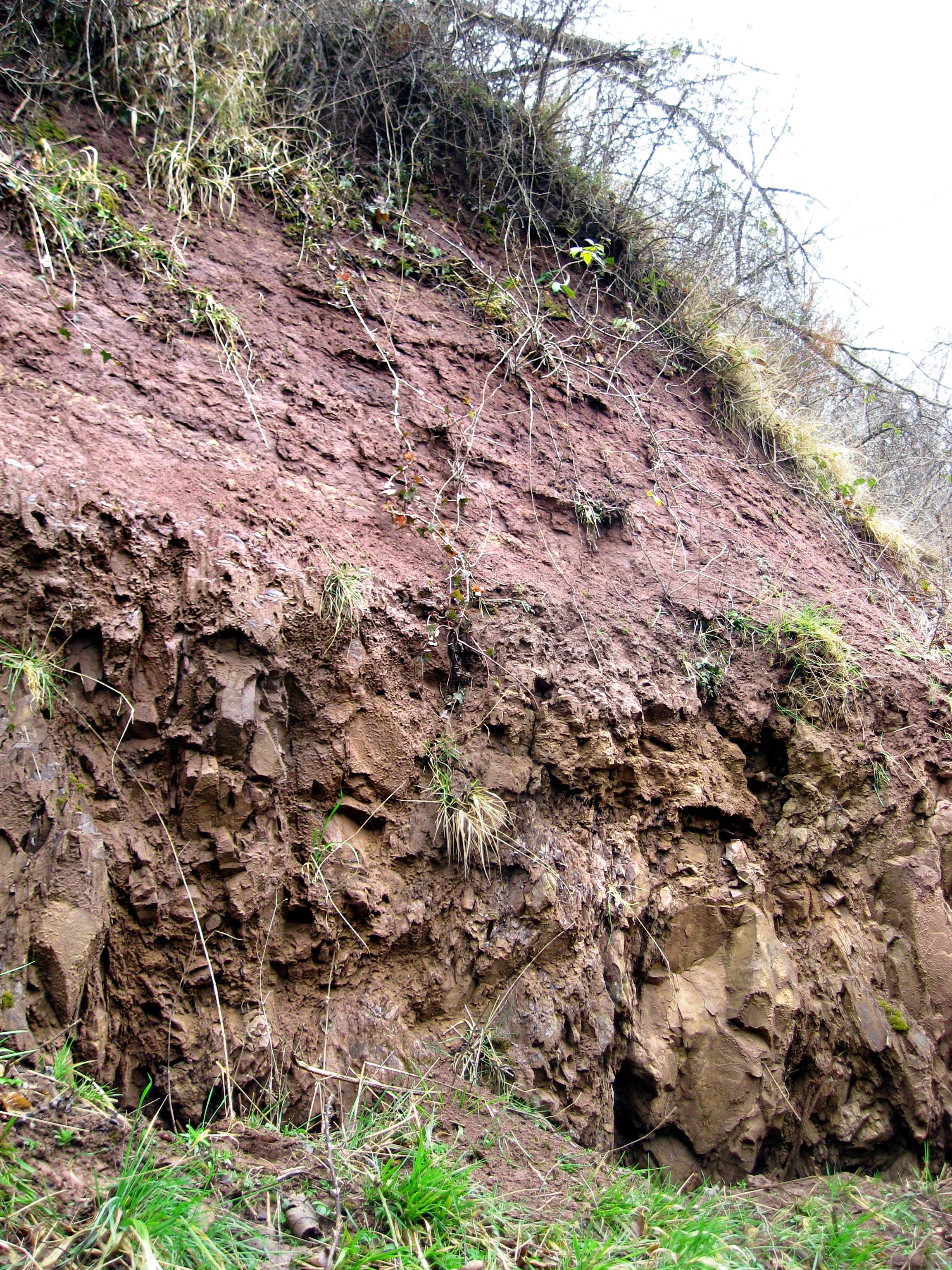
Old-Red-Sandstein lagert diskonform auf silurischer Grauwacke bei Jedburgh in Südostschottland.

Im Verlauf des Silur stießen die beiden Urkontinente Laurentia und Baltica endgültig zusammen, so dass der Kontinent Laurussia entstand. Dieser paläozoische Kontinent wird auch „Old-Red-Kontinent“ genannt, nach dem roten Old-Red-Sandstein, der in dieser Zeit abgelagert wurde.
Durch die Kollision wuchs das kaledonische Gebirge, dessen Bildung bereits im Silur begonnen hatte. Zwischen Laurussia und dem teilweise über dem Südpol gelegenen Superkontinent Gondwana lag der Rheische Ozean.
Im Obersilur war das Hun-Superterran vom Nordrand Gondwanas abgebrochen und driftete nach Norden auf Laurussia zu. Zwischen dem Hun-Superterran (bzw. Armorica) und Gondwana öffnete sich dadurch ein neues Meer, die Paläotethys. Bereits im Laufe des Unterdevon waren Teile des Hun-Superterrans, die Armorica-Gruppe, unter Subduzierung des Rheischen Ozeans mit ersten Krustenschollen von Laurussia kollidiert, die von Laurussia abgebrochen waren. Hier bildete sich im Laufe des Devons ein Meer (bzw. eine ozeanisierte kontinentale Kruste), der Rhenoherzynische Ozean. Dieser Bereich wurde im Laufe des Devons durch die Kollision Gondwanas mit Laurussia langsam wieder geschlossen.

## Klima
Das Klima während des Devons war weltweit eher warm und trocken. Die Temperaturunterschiede zwischen den Polargebieten und den Äquatorregionen waren geringer als heute. Der Meeresspiegel lag aufgrund der geringen Menge an Inlandeis recht hoch. Auf dem heutigen Südpol lag Südamerika mit dem heutigen Amazonasbecken. Hier konnten sich in höheren Gebirgslagen aufgrund niedriger Temperaturen selbst Gletscher bilden, die Polargebiete waren aber nicht gänzlich von Eis bedeckt. In Gondwana auf der südlichen Erdhalbkugel in südlicheren Breiten herrschte ein warm-gemäßigtes Klima.

## Entwicklung der Fauna

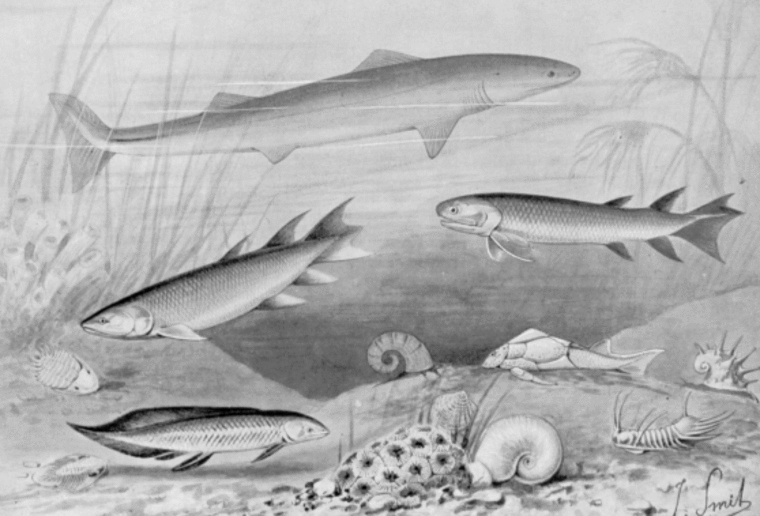
Fische des Devons. Rekonstruktion von 1905.

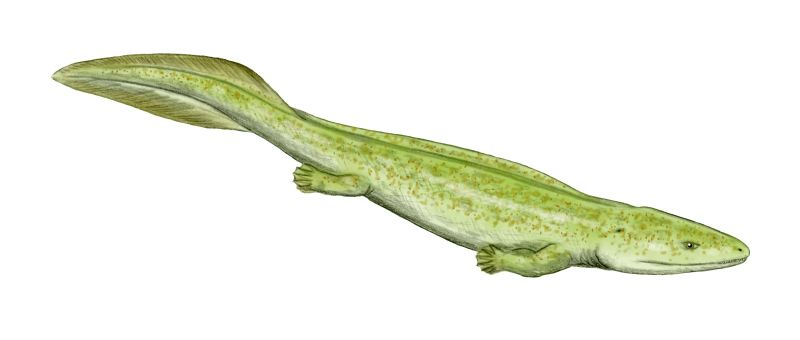
Elginerpeton pacheni, ein früher Tetrapod aus den Devonschichten Schottlands.

Die Fische entwickelten sich, besonders die Panzerfische (Placodermi), in ungeheurer Vielfalt. Daher wird das Devon auch als „Zeitalter der Fische“ charakterisiert. Der größte Fisch und zugleich das größte bekannte tierische Lebewesen dieser Periode war Dunkleosteus, ein räuberisch lebender Panzerfisch aus dem späten Devon, der zu den Arthrodiren zählt und mehrere Meter lang wurde. Außerdem erreichten die Stachelhaie (Aconthodii) den Höhepunkt ihrer Artenvielfalt. Erste gesicherte Funde dieser Fische aus der Überklasse der Kiefermäuler stammen aus dem Silur, im Perm starben sie aus. Die Quastenflosser und die Lungenfische erschienen erstmals im Devon.
Gegen Ende des Devons treten die ersten Landwirbeltiere (Tetrapoda) auf. Gattungen wie Ichthyostega (vor rund 370 Millionen Jahren) und Acanthostega hatten eine amphibische Lebensweise. Sie gehören zu den früher als „Labyrinthodontia“ zu den Amphibien gestellten Vierfüßern, die sich, den Fossilfunden aus Grönland zufolge, im Devon aus den Quastenflossern entwickelt haben könnten.
Im Oberdevon entstanden vermutlich die ersten geflügelten Insekten. Eopterum devonicum und Eopteridium striatum galten in den 1960er Jahren als älteste Fossilnachweise geflügelter Insekten. Es stellte sich jedoch heraus, dass es sich bei den für Flügel gehaltenen Strukturen um die blattförmigen Teile des Endopoditen und des Exopoditen von Krebsbeinen handelte.
Innerhalb der Gruppe der Kopffüßer entstanden ab dem Emsium die Ammoniten, die für die stratigraphische Gliederung des Mittel- und Oberdevons bereits eine wichtige Rolle spielten.

## Entwicklung der Flora

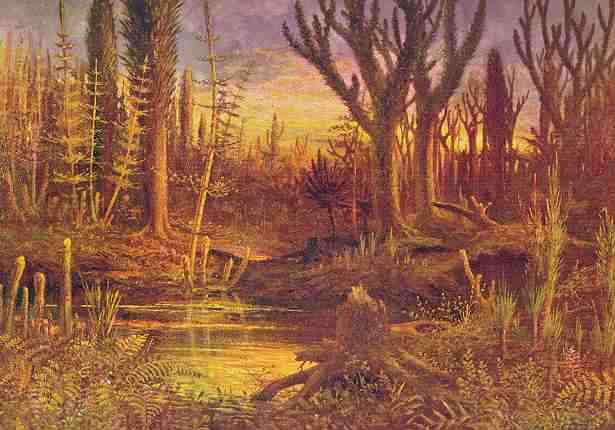
Das Devon markiert den Beginn der weiträumigen Eroberung des Festlandes durch Pflanzen. Da größere landlebende Pflanzenfresser noch nicht existierten, konnten sich große Wälder ausbreiten.

Die Landpflanzen, die sich vermutlich bereits im Ordovizium entwickelt hatten, breiteten sich im Devon weiter aus. Auch hier kam es zu einer Radiation. Wichtige Pflanzen des Devons waren: Rhynia (Gattung der Urfarne), Baragwanathia (Gattung der Bärlappgewächse), Zosterophyllum (Urfarne), Taeniocrada (Urfarne), Asteroxylon (Bärlappgewächse). In den fossilierten Wurzeln von Asteroxylon und auch in Rhynia wurden erste gesicherte Beweise der Mykorrhiza gefunden. Die Mykorrhiza stellt eine Symbiose von Pilzen mit Pflanzen dar, womit der Pflanze die Wasseraufnahme durch die Wurzeln erleichtert wird. So finden sich in den fossilierten Wurzeln von Asteroxylon Pilzhyphen sowie Pilzsporen von Phycomyceten. Nach der Auffassung vieler Botaniker und Ökologen wurde der Landgang erst mit Hilfe der Pilze möglich.
Als größtes und eines der rätselhaftesten Landlebewesen seiner Zeit gilt Prototaxites („Nematophyton“). Die Gattung ist stratigraphisch vom Obersilur bis zum Oberdevon verbreitet und ihre Fossilien wurden lange Zeit sehr verschiedentlich interpretiert. Entsprechend wurde die Gattung verschiedenen Organismengruppen zugeordnet (u. a. den Koniferen und den Algen). Mittlerweile ist die Interpretation als baumartiges Sporophor (Stammdurchmesser bis zu 50 cm) eines „Riesenpilzes“ oder einer „Riesenflechte“ die von der Datenlage am besten gestützte.
Die Moosart Pallaviciniites devonicus aus dem Oberdevon ist einer der ersten gesicherten Funde der Moose. Diese Art wird den Lebermoosen, genauer der Unterklasse Metzgeriidae (auch als Ordnung Metzgeriales aufgefasst), zugerechnet. Die Moose müssen sich schon früher entwickelt haben, aber fossilierte Funde sind sehr selten.
In den sumpfigen, tropischen Gebieten des Oberdevons entstanden die ersten Wälder. Aus ihnen entstanden die ältesten Kohlevorkommen.
Durch die Verbreitung der Landpflanzen und die damit verbundene Steigerung der Photosyntheseaktivität stieg der Sauerstoffgehalt der Luft stark an. Im Karbon erreichte er einen Wert von etwa 35 Prozent.

## Das Devon in Mitteleuropa
Die Gesteinsausprägung der siliziklastischen und karbonatischen Sedimente aus dem Ablagerungsraum des küstennahen Schelfs wird im Devon ‚Rheinische Fazies‘ genannt. Hier sind die für das Devon typischen Bioherme (wellenresistente und schon seinerzeit reliefbildende Riffkörper) zu finden. Als Riffbildner traten besonders die heute ausgestorbenen Stromatoporen, Rugosa und Tabulata in Erscheinung. Die Riffbildung des Paläozoikums erreichte im Devon ihren Höhepunkt. Nach dem Aussterben am Ende des Devons wurden lange Zeit keine großen Riffe mehr gebildet, erst im Mesozoikum entstanden wieder mächtige Riffe.
Ein Beispiel für ein kleines isoliertes Atoll-Riff, das während des Givetiums und des Frasniums gebildet wurde, ist der Iberg im Harz. Größer ist der Elbingeröder Komplex, der während desselben Zeitraums auf einem Vulkansockel entstand. Innerhalb dieser Atolle lebten auch die Brachiopoden Stringocephalus burtini und Uncites gryphus. Sie werden in den Massenkalken des Rheinischen Schiefergebirges gefunden und gelten als Leitfossilien des Givetiums. Fossile devonische Riffe sowie pelagische Karbonate gibt es auch südlich des eigentlichen heutigen Mitteleuropas in den Karnischen Alpen. Dort erreicht die Riffkalkfazies mehr als 1000 Meter Mächtigkeit. Die Riffbildung nimmt ab dem Pragium rapide zu und erreicht im Givetium und Frasnium ihren Höhepunkt. Typische Lokalitäten für diese Kalke sind die Kellerspitzen und die Hohe Warte.
Auf dem tiefen Schelf und im offenen Ozean wurden in Mitteleuropa die Gesteine der ‚Herzynischen‘ und ‚Böhmischen Fazies‘ sedimentiert. Es sind häufig dunkel gefärbte Tone oder Mergel, in denen Plankton oder Nekton aus dem Wasserkörper fossil erhalten sind. Der Meeresboden war meist sauerstoffarm, so dass nur bereichsweise Bodenorganismen überliefert sind. Benthos wurde häufiger durch submarine Rutschungen, Trübeströme oder Sturmflutereignisse als Allochthon eingebracht. Auf Schwellen zwischen diesen Bildungen des tieferen Wassers konnten pelagische Kalke (Cephalopodenkalke) mit einer typischen Fauna aus Cephalopoden und Conodonten sedimentiert werden.

## Aussterbeereignisse
Im Oberdevon kam es im jüngsten Frasnium zu einem markanten zweiphasigen Aussterbeereignis, das sich in der Lithologie durch das Auftreten dunkler, kohlenstoffreicher Gesteine äußert.
Die erste Beschreibung der Lithologie und der Makrofauna stammt von Friedrich Adolf Roemer (1850) aus dem Kellwassertal, einem Seitental des Okertals im Harz. Nach der Lokalität werden die dunklen, meist mergeligen Gesteine als Kellwasser-Kalk und entsprechend das Ereignis als „Kellwasser-Ereignis“ bezeichnet.
Vor dem Ereignis kam es während des Frasniums zu einem durch mehrere Regressionsereignisse unterbrochenen Anstieg des Meeresspiegels mit einem vermutlichen Höchststand zum Beginn des Ereignisses. Jede dieser mehrere zehntausend Jahre andauernden Phasen wird durch einen plötzlichen weiteren Anstieg des Meeresspiegels eingeleitet, der besonders in Lokalitäten im europäischen und nordafrikanischen Raum mit der Bildung von kohlenstoffreichen Kalken, Mergeln und Tonen unter anoxischen Bedingungen verknüpft ist. Die Sedimentation von Brekzien und bzw. das Auftreten von Sedimentstrukturen wie die der „deformierten Rutschmassen“ zeigen gegen Ende jeder der zwei Phasen eine plötzliche Meeresspiegel-Senkung an. Die zweite Phase leitet in eine nur durch kurze transgressive Pulse unterbrochene globale Absenkung des Meeresspiegels durch das gesamte Famennium ein. Diese eustatische Absenkung des Meeresspiegels wurde durch eine globale Abkühlung mit der Ausbildung einer Vergletscherung auf dem Südkontinent verursacht. Das bedeutendste der mit dem Kellwasser-Event verknüpften Aussterbeereignisse fand zum Ende der zweiten Phase statt.
Bei diesen Aussterbe-Ereignissen waren hauptsächlich marine Gruppen betroffen, die Landlebewesen wurden weniger reduziert. Einige der am stärksten betroffenen Gruppen waren u. a. die Trilobiten, Acritarcha, die Tabulata und Rugosa, Stromatoporen, Brachiopoda und die Panzerfische.